# ミゲル・ヴェローゾ
ミゲル・ルイス・ピント・ヴェローゾ（Miguel Luís Pinto Veloso、1986年5月11日 - ）は、ポルトガル・コインブラ出身の元サッカー選手。現役時代のポジションはミッドフィールダーとディフェンダー。

## 経歴

### クラブ
SLベンフィカから同じリスボン拠点のライバルであるスポルティングCPのユースに14歳の時に移籍。しかし2005-06シーズンは下部リーグのCDオリヴァイス・イ・モスカヴィデに1年間レンタルに出されたが、そこで活躍しチームの昇格に貢献した。2006-07シーズンからはスポルティングに戻りUEFAチャンピオンズリーグも経験、国内リーグの試合でもレギュラーを確保して活躍。2010年7月30日にイタリアのジェノアCFCへ移籍した。
2012年7月4日、ウクライナの強豪FCディナモ・キーウへ4年契約で移籍した。
ディナモ・キエフとの契約満了に伴い、2016年7月31日にフリートランスファーでジェノアCFCへ加入。4年ぶりの古巣復帰となった。
2023年8月2日、ACピサ1909に移籍した。

### 代表
2007年8月22日に行われたUEFA EURO 2008予選・アルメニア戦でA代表に初招集。しかしこの時は出番はなく、10月13日のアゼルバイジャン戦で、怪我で離脱したプティの代役で招集されA代表デビュー。2009年10月14日のW杯予選・マルタ戦で代表初得点を記録。2010 FIFAワールドカップのメンバーにも選出された。2014 FIFAワールドカップのメンバーにも選出された。

## 蛇足
「ポルトガルファッション」という2007年10月に行われたショーに同国のデザイナー、ファティマ・ロペスのショー「ファティマ・ロペス・メン」にモデルとして出演した。また11月には彼女が経営する芸能事務所「FACE MODELS」の新設されたスポーツ選手のマネージメント部門「FACE SPORTS」のイメージキャラクターとして起用されている。しかし彼のサッカー以外のこのような行動には、まだ実績もろくにないのにベッカムみたいになりたいのかという批判も出ており、当時のポルトガル代表監督ルイス・フェリペ・スコラーリはイタリアとの親善試合の前に「サッカー以外のものに気を取られている者はポジションを失うこととなる」と名前を挙げずに警告し、実際2008年2月6日のイタリア戦に彼は代表に招集されなかった。その影響かそれ以降はこのような活動は行っておらず監督が変わっても代表で定着している。

## 私生活
- 父のアントニオ・ヴェローゾ（1957年1月31日 - ）は、元ポルトガル代表でSLベンフィカの主将を務めていたディフェンダーだった。
- アントニオの婚外子でありミゲルの1歳下の異母弟ルイス・ヴェローゾもアマチュアのサッカー選手だった[3]。2011年にアントニオ達が離婚する前の15年間はルイスは父親から軽蔑されていたと報じているメディアもある[4]。
- 2013年5月27日、以前所属していたジェノアCFCの会長エンリコ・プレツィオージの娘のパオラ・プレツィオージと結婚した。

### 親子の確執
- 2013年にミゲルは「金を盗んだ」として自分の名義で借金をした父親を裁判所に訴える事態にまで発展している。その額は約20万ユーロとされており、UEFA EURO 2012の時期から代表・クラブ共にユニフォームの背中の名前を「M.VELOSO」から「MIGUEL」に変更したのは父親との確執の影響とポルトガルメディアによって報じられた[5]。詳細はかつてアップロードされていたミゲルの公式Facebookのコメントによると父のアントニオは当時失業中に関わらず投資等で借金を負いミゲルの金を無断で使っただけでなく9歳下の妹ラクエルの将来の為の預金なども使い込んでいた事が判明した。そして母親のテレサが働き両親は2011年に30年間の結婚生活を終え離婚、ミゲルとラクエルは母について出て行った。借金の事以外でもかねてから母を見下していた事、3人子供がいるのに子供は2人しかいないように振る舞って弟を助ける事もなく気にもしていなかった事などを批判し「父はいない」と書かれていた[6]。
- その後もアントニオはミゲルの結婚の事も直接知らされていなかったなど険悪な状態は続いた。2014年1月に放映されたドキュメンタリー番組「FORA DE JOGO- António Veloso」ではアントニオの現役時代の写真や借金が原因での離婚後に金銭に困る様子、もう一人の息子ルイスと会っている様子が映し出された。放映後にはミゲルのFacebookにディナモ・キエフに移籍後は月40万ユーロの給料があるにも関わらず父親を援助しない批判のコメントが殺到したが同年5月にインタビュー番組「Alta Definição」に出演した際にミゲル自身は父親への批判を改めて口にした。

## 個人成績

### クラブでの成績
| クラブ                 | シーズン | リーグ | リーグ | カップ | カップ | リーグ杯 | リーグ杯 | ヨーロッパ | ヨーロッパ | 通算 | 通算 |
| クラブ                 | シーズン | 出場   | 得点   | 出場   | 得点   | 出場     | 得点     | 出場       | 得点       | 出場 | 得点 |
| ---------------------- | -------- | ------ | ------ | ------ | ------ | -------- | -------- | ---------- | ---------- | ---- | ---- |
| オリバイス・モスカビデ | 2005-06  | 28     | 7      | 0      | 0      | -        | -        | 0          | 0          | 28   | 7    |
| スポルティングCP       | 2006-07  | 22     | 0      | 0      | 0      | -        | -        | 5          | 0          | 27   | 0    |
| スポルティングCP       | 2007-08  | 29     | 1      | 0      | 0      | 7        | 0        | 11         | 0          | 47   | 1    |
| スポルティングCP       | 2008-09  | 21     | 0      | 0      | 0      | 1        | 0        | 7          | 1          | 29   | 1    |
| スポルティングCP       | 2009-10  | 25     | 3      | 2      | 2      | 3        | 2        | 12         | 4          | 42   | 11   |
| ジェノア               | 2010-11  | 20     | 0      | 2      | 0      | 0        | 0        | 0          | 0          | 22   | 0    |
| ジェノア               | 2011-12  | 29     | 2      | 2      | 0      | 0        | 0        | 0          | 0          | 31   | 2    |
| ディナモ・キーウ       | 2012-13  | 24     | 2      | 1      | 0      | 0        | 0        | 12         | 1          | 37   | 3    |
| ディナモ・キーウ       | 2013-14  | 20     | 1      | 4      | 0      | 0        | 0        | 8          | 1          | 32   | 2    |
| ディナモ・キーウ       | 2014-15  | 14     | 1      | 5      | 2      | 0        | 0        | 9          | 3          | 28   | 6    |
| ディナモ・キーウ       | 2015-16  | 20     | 2      | 4      | 1      | 0        | 0        | 5          | 0          | 29   | 3    |
| 通算                   | 通算     | 252    | 19     | 20     | 5      | 11       | 2        | 69         | 10         | 352  | 36   |

## 代表歴

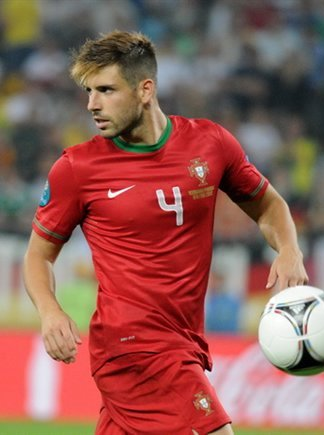
ポルトガル代表でプレーするヴェローゾ（2012年）

### 出場大会
- ポルトガル代表
  - 2010 FIFAワールドカップ
  - 2014 FIFAワールドカップ

### 試合数
- 国際Aマッチ 57試合 3得点（2007年-2015年）[7]

| ポルトガル代表 | 国際Aマッチ | 国際Aマッチ |
| 年             | 出場        | 得点        |
| -------------- | ----------- | ----------- |
| 2007           | 4           | 0           |
| 2008           | 3           | 0           |
| 2009           | 3           | 1           |
| 2010           | 6           | 0           |
| 2011           | 6           | 1           |
| 2012           | 13          | 0           |
| 2013           | 11          | 0           |
| 2014           | 8           | 0           |
| 2015           | 3           | 1           |
| 通算           | 57          | 3           |

### 得点
| # | 開催日         | 開催地       | 対戦国                   | スコア | 結果 | 大会                                    |
| - | -------------- | ------------ | ------------------------ | ------ | ---- | --------------------------------------- |
| 1 | 2009年10月14日 | ギマランイス | マルタ                   | 3–0    | 4–0  | 2010 FIFAワールドカップ・ヨーロッパ予選 |
| 2 | 2011年11月15日 | リスボン     | ボスニア・ヘルツェゴビナ | 5–2    | 6–2  | UEFA EURO 2012予選プレーオフ            |
| 3 | 2015年9月7日   | エルバサン   | アルバニア               | 0–1    | 0–1  | UEFA EURO 2016予選                      |

## タイトル

### クラブ
オリバイス・モスカビデ
- セグンダ・ジヴィゾン (1) : 2005-06

スポルティングCP
- タッサ・デ・ポルトガル (2) : 2006-07, 2007-08
- スーペルタッサ・カンディド・デ・オリベイラ (2) : 2007, 2008

ディナモ・キエフ
- ウクライナ・カップ (2) : 2013-14, 2014-15
- ウクライナ・プレミアリーグ (2) : 2014-15, 2015-16

### 代表
U-17ポルトガル代表
- UEFA U-17欧州選手権 (1) : 2003